# 記念に
『記念に』（きねんに）は、松本清張の短編小説。『清張短篇新集』第8話として『小説新潮』1978年10月号に掲載され、1979年12月に短編集『隠花の飾り』収録の1作として、新潮社より刊行された。
1986年にテレビドラマ化されている。

## あらすじ
銀行員の寺内良二は、鉄鋼会社勤務の福井滝子と交渉を持っていた。滝子は良二より四つ年上だったが、離婚歴があった。良二の兄は弟に、滝子と別れるよう説得してきた。良二は兄にも両親にも秘したまま、滝子との関係を続けた。滝子は姉さん女房のように奉仕し、毎朝、駅のホームで良二の昼弁当を手渡した。滝子の心遣いが、次第に良二の重荷と感じられるようになった。が、優柔不断な良二は、滝子との間を清算する決断がつけられなかった。
やがて兄嫁から良二に見合い話が来た。良二は縁談に同意する。良二から話を聞いた滝子は、結婚を祝福した。良二と滝子の間はそれで最後となるはずだった。しかし…。

## テレビドラマ
ドラマタイトル『記念に…』。関西テレビ制作・フジテレビ系列(FNS)で1986年5月5日22時2分 - 23時24分に「松本清張サスペンス 隠花の飾り」の1作として放映された。第2回文化庁芸術作品賞（テレビ部門）受賞作品。視聴率16.2%（ビデオリサーチ調べ、関東地区）。

### キャスト
- 福井滝子 - 藤真利子
- 寺内良二 - 古尾谷雅人
- 寺内章一 - 清水綋治
- 理恵子 - 奈千宮子
- 中原景子 - 百瀬秋子
- 良二の父親 - 木田三千雄
- 良二の母親 - 高橋芙美子
- 大谷専務 - 柳川清
- 池田和雄 - 外山高士
- 楠年明
- 西山辰夫

### スタッフ
- 脚本 - 山田信夫
- 監督 - 林宏樹
- 制作 - 関西テレビ、霧企画

| 関西テレビ制作・フジテレビ系列 松本清張サスペンス・隠花の飾り | 関西テレビ制作・フジテレビ系列 松本清張サスペンス・隠花の飾り | 関西テレビ制作・フジテレビ系列 松本清張サスペンス・隠花の飾り |
| 前番組                                                        | 番組名                                                        | 次番組                                                        |
| ------------------------------------------------------------- | ------------------------------------------------------------- | ------------------------------------------------------------- |
| -                                                             | 記念に （1986.5.5）                                           | 足袋 （1986.5.12）                                            |

## 関連文献
- 日本放送作家組合（編）、1987年6月12日『テレビドラマ代表作選集 1987年版』日本放送作家組合、7–40頁。